# Herensugue
Herensugue (lat. sugue = Schlange) ist in der Folklore des Baskenlands ein teuflischer Höhlengeist, der in der Gestalt einer Schlange erscheint. Der Überlieferung zufolge hat er sieben Köpfe und kann fliegen (die Quellen variieren in dieser Aussage). Mit seinem Atem lockt er Menschen und Tiere in seine Höhle, um sie zu verschlingen.

## Belege
1. 1 2  Stichwort „Herensugue“. In: Manfred Lurker: Lexikon der Götter und Dämonen. Namen, Funktionen, Symbole / Attribute (= Kröners Taschenausgabe. Band 463). 2., erweiterte Auflage. Kröner, Stuttgart 1989, ISBN 3-520-46302-4.